# Xiang fei de nv hai
Xiang fei de nv hai (Chinees: 想飞的女孩; Engels: Girls on Wire) is een Chinese thriller uit 2025, geschreven en geregisseerd door Vivian Qu. De hoofdrollen worden vertolkt door Liu Haocun en Wen Qi.

## Verhaal
Tian Tian en Fang Di zijn twee nichtjes die werden opgevoed als zussen totdat familieproblemen hen uit elkaar dreven. Fang Di begon als stuntvrouw te werken in de grootste filmstudios van China om de schulden van haar familie af te lossen. Tian Tian bleef achter en moest omgaan met de verslaving van haar vader. Nadat ze problemen krijgt met de lokale maffia wordt ze gedwongen om te vluchten naar de grote stad waar ze haar nichtje Tian Tian opzoekt. Achtervolgd door de maffia, zullen ze hun krachten moeten bundelen om te ontsnappen aan het gevaar.

## Rolverdeling
| Acteur       | Personage         |
| ------------ | ----------------- |
| Liu Haocun   | Tian Tian         |
| Wen Qi       | Fang Di           |
| Zhang Youhao | Ming              |
| Zhou You     | Tian Tian's vader |
| Peng Jing    | Fang Di's moeder  |
| Yang Haoyu   | Bin               |
| Liu Yitie    | Tie               |
| Geng Le      | Mr. Hu            |

## Productie
Xiang fei de nv hai wordt geproduceerd door de Chinese productiemaatschappijen L'Avventura Films en J.Q. Spring Pictures. De wereldwijde verkooprechten zijn in handen van het Duitse Films Boutique.

## Release
Xiang fei de nv hai ging op 17 februari 2025 in première op het Internationaal filmfestival van Berlijn in de competitie voor de Gouden Beer.

## Prijzen en nominaties
De belangrijkste:
| Jaar | Prijs                                   | Categorie   | Genomineerde(n) | Uitslag     |
| ---- | --------------------------------------- | ----------- | --------------- | ----------- |
| 2025 | Internationaal filmfestival van Berlijn | Gouden Beer | Vivian Qu       | Genomineerd |